# Predejane (wieś)
Predejane (cyr. Предејане) – wieś w Serbii, w okręgu jablanickim, w mieście Leskovac. W 2011 roku liczyła 1088 mieszkańców.